# Secolo americano
Secolo americano è una denominazione del XX secolo che evidenzia come esso sia in gran parte dominato dagli Stati Uniti, in termini politici, economici e culturali. La denominazione è comparabile a quella del periodo 1815-1914, cioè il periodo di massima potenza dell'Impero britannico. Fondamentale per il secolo americano è stato il controllo statunitense delle risorse mondiali di petrolio. L'influenza degli Stati Uniti è cresciuta in tutto il XX secolo, ma è diventata particolarmente dominante dopo la fine della seconda guerra mondiale, quando erano rimaste solo due superpotenze, gli Stati Uniti e l'Unione Sovietica. Dopo la dissoluzione dell'Unione Sovietica nel 1991, gli Stati Uniti sono rimasti l'unica superpotenza del mondo, e sono diventati la potenza egemone, o quello che alcuni hanno definito una "iperpotenza".

## Origine del termine
Il termine è usato per la prima volta dall'editore del Time Henry Luce allo scopo di descrivere quello che secondo lui avrebbe dovuto essere il ruolo degli Stati Uniti durante il XX secolo. Henry Luce, figlio di un missionario, il 17 febbraio del 1941 pubblica un editoriale sulla rivista Life, nel quale invita gli Stati Uniti ad evitare l'isolazionismo improntando la propria politica in senso missionario e agendo come il "buon samaritano" nel mondo allo scopo di promuovere nel mondo sistemi politici democratici. Luce chiama gli Stati Uniti ad entrare nella seconda guerra mondiale per assumere il ruolo di protettori dei valori democratici.
Secondo il parere di David Harvey, Luce crede che "il potere sia globale e universale invece che su un territorio specifico, quindi Luce preferisce parlare di un secolo americano, piuttosto che di un impero". Nello stesso articolo Luce chiede agli Stati Uniti di "esercitare sul mondo la sua massima influenza, agli scopi che si pongono da compiere e con i mezzi che siano considerati necessari".

## Il primo periodo

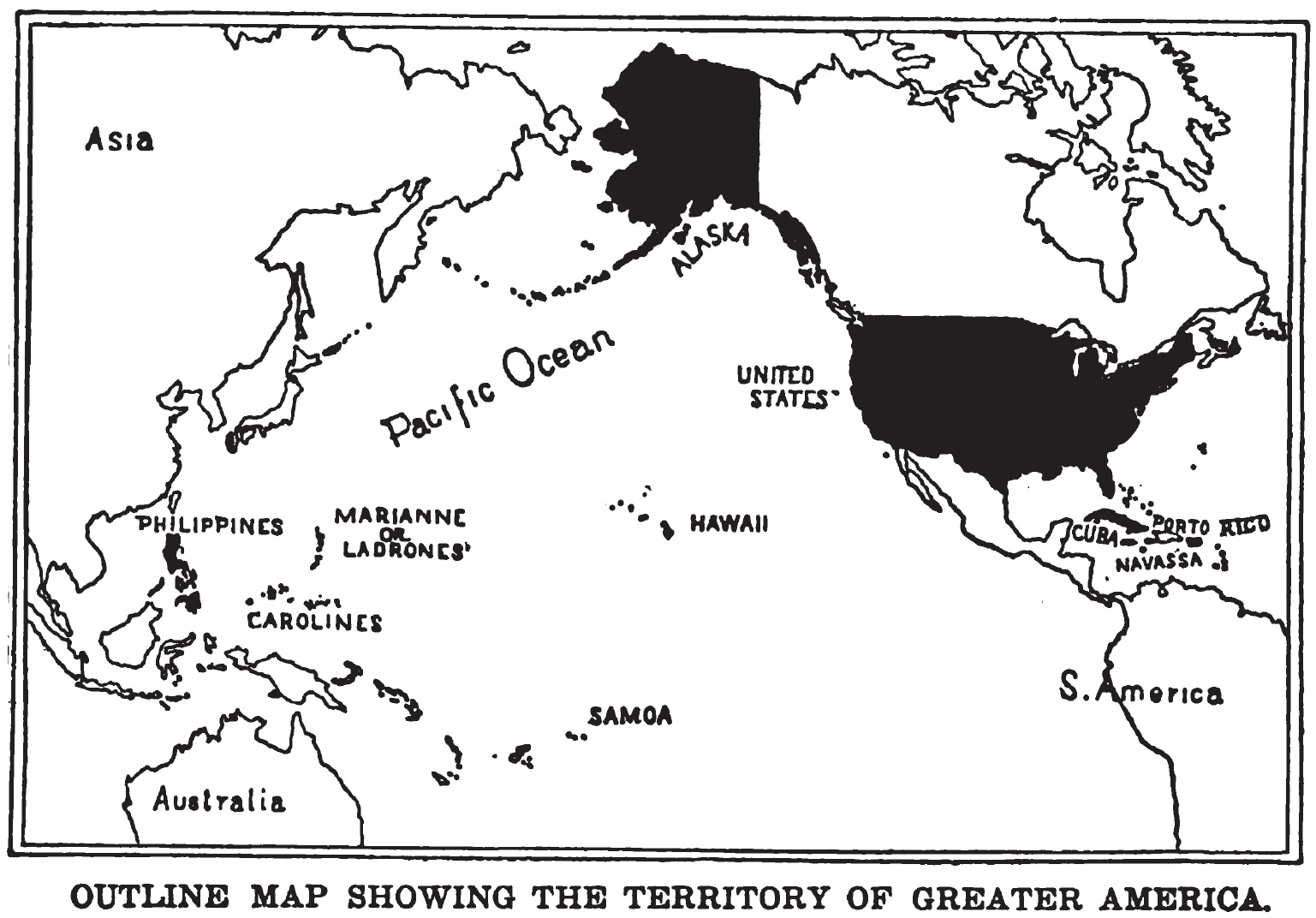
La mappa della "Grande America" dopo la guerra ispano-americana.

A partire dalla fine del XIX secolo, con la guerra ispano-americana del 1898 e la ribellione dei Boxer, gli Stati Uniti cominciano ad assumere un ruolo sempre più importante nelle dinamiche politiche oltre il territorio del continente nordamericano. Per agevolare l'industria interna e costruire una propria marina militare ("Great White Fleet"), il governo adotta una politica di protezionismo. Quando viene eletto presidente nel 1901, Theodore Roosevelt dà una svolta alla politica estera statunitense, allontanandosi dall'isolazionismo verso un impegno politico sempre più attento alle dinamiche internazionali (un processo che era già iniziato con il suo predecessore, William McKinley).
Per esempio gli Stati Uniti si impegnano militarmente contro la Prima repubblica filippina per aumentare il proprio controllo sulle Filippine; nel 1904 Roosevelt impegna gli Stati Uniti nella costruzione del Canale di Panama costituendo la Zona del Canale di Panama. La politica interventista americana prende forma istituzionalmente nel 1904 con l'emanazione del Corollario Roosevelt alla Dottrina Monroe: con il Corollario si proclama il diritto degli Stati Uniti di intervenire in qualsiasi luogo delle Americhe. Con questo atto emerge espressamente la politica regionale di egemonia da parte statunitense.
Con lo scoppio della prima guerra mondiale nel 1914, gli Stati Uniti scelgono una politica di non intervento nel conflitto, tentando la via diplomatica per la stipula di un accordo di pace. Ma in una fase successiva allo scoppio della guerra, il presidente Woodrow Wilson dichiara che la guerra è troppo importante per non esservi un intervento militare statunitense per partecipare alla successiva conferenza di pace. Gli Stati Uniti non si sono mai formalmente uniti agli Alleati, ma entrano in guerra nel 1917 proponendosi nel ruolo di "associated power". L'impegno bellico statunitense si limita soltanto ad un piccolo corpo di spedizione, ma dopo l'emanazione del Selective Service Act vengono arruolati 2.800.000 uomini, e a partire dall'estate del 1918 in Francia sbarcano 10.000 soldati ogni giorno. Nel 1919 finiscono le ostilità con la firma del Trattato di Versailles. Gli Stati Uniti successivamente adottano nuovamente una politica isolazionista, rifiutando di accettare il trattato e di entrare formalmente nella Lega delle Nazioni.
Durante il periodo fra le due guerre mondiali, gli Stati Uniti continuano ad applicare una politica economica protezionistica soprattutto a causa della promulgazione dello Smoot-Hawley Tariff Act, considerato dagli economisti come il fattore propagatore della Grande depressione su scala mondiale. Ma a partire dal 1934, anno di promulgazione del Reciprocal Trade Agreements Act, il sistema commerciale del libero mercato comincia a prendere piede.
Con lo scoppio della Seconda guerra mondiale nel 1939 il Congresso americano allenta i limiti dei Neutrality Acts degli anni '30, ma rimane comunque neutrale al conflitto che si svolge in Europa. La forza di pattugliamento statunitense sulle coste dell'Oceano Atlantico subisce addirittura alcune perdite, ma il Congresso decide ancora di non dichiarare lo stato di guerra. Gli 800.000 membri del gruppo di pressione America First Committee premono per continuare sulla linea non interventista in Europa, anche se gli Stati Uniti vendono equipaggiamento bellico alla Gran Bretagna e all'Unione Sovietica grazie alla creazione del programma Lend-Lease.
Con il discorso sullo Stato dell'Unione del 1941 (passato alla storia come "Four Freedom speech"), il presidente Franklin D. Roosevelt rompe con la politica di non interventismo nel conflitto. Roosevelt descrive il ruolo degli Stati Uniti di aiuto della coalizione alleata. Il 14 agosto dello stesso anno, Roosevelt e il primo ministro britannico Winston Churchill tratteggiano la direzione della politica mondiale post-bellica con la firma della Carta Atlantica. Nel dicembre 1941 il Giappone attacca simultaneamente obiettivi strategici statunitensi e britannici nel Sudest asiatico e nel Pacifico centrale, come la distruzione della flotta americana di stanza nella baia di Pearl Harbor. Gli attacchi portano gli Stati Uniti a dichiarare lo stato di guerra contro il Giappone e contro le potenze dell'Asse in Europa.
Dopo la conclusione del conflitto e allo scopo di mantenere la pace, la coalizione degli Alleati forma le Nazioni Unite, che vengono ufficialmente a formarsi il 24 ottobre 1945 e adottano la Dichiarazione universale dei diritti umani nel 1948, che diventa un impegno comune a tutti i paesi membri.

## Lapax americana

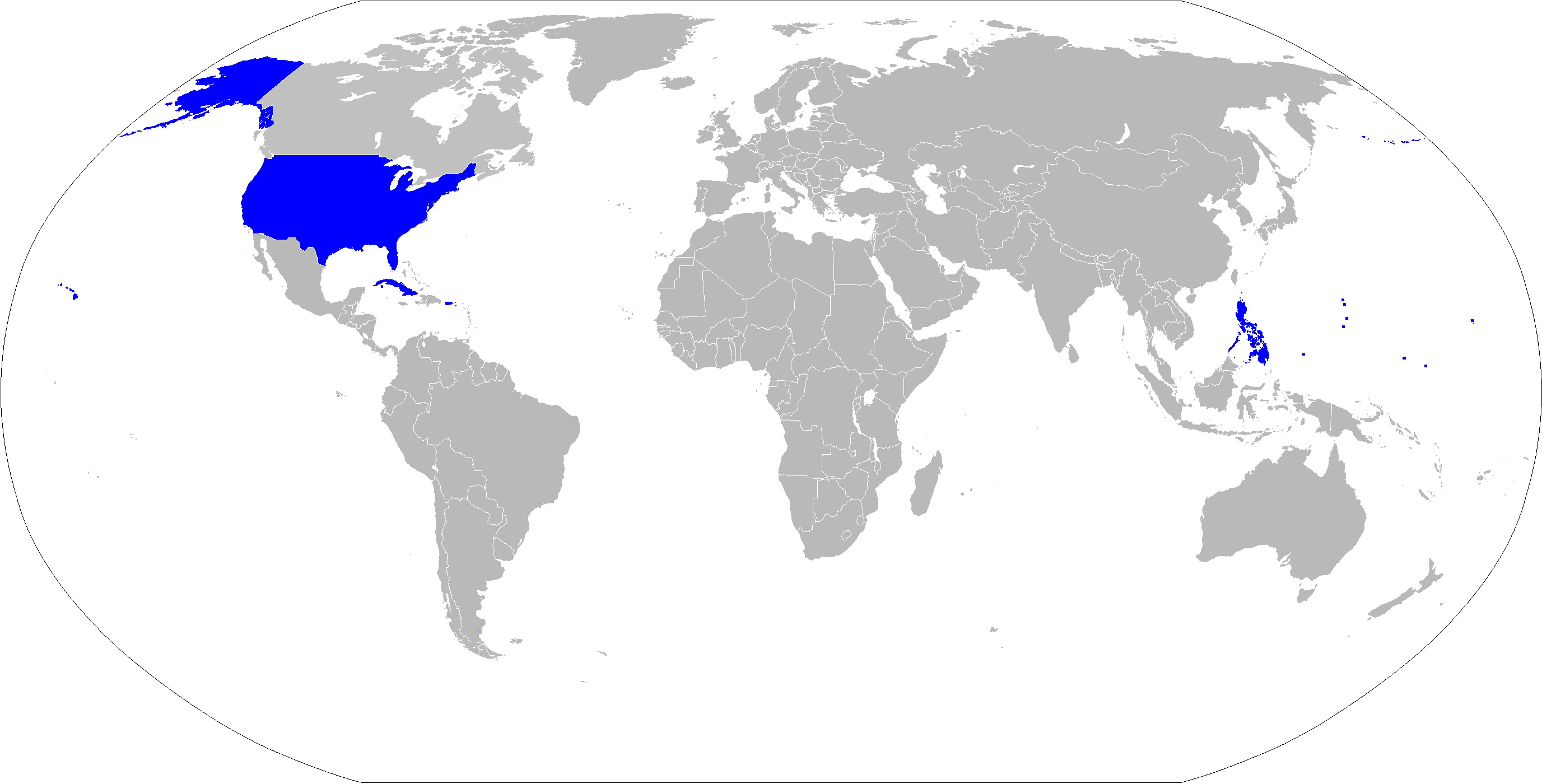
La massima estensione del territorio sotto controllo agli Stati Uniti d'America.

Con pax americana si intende rappresentare il relativo periodo di pace nel mondo occidentale, in parte dovuta alla posizione di potere ottenuta dagli Stati Uniti attorno alla metà del XX secolo. Anche se il termine trova ampio utilizzo alla fine del Novecento, lo stesso trova il suo primo impiego già dopo la fine della Seconda guerra mondiale. Ad oggi, con pax americana si intende il periodo di pace stabilitosi dopo quest'ultimo conflitto nel 1945.